# Евгений Маврикий Савойски-Соасон
Евгений Маврикий Савойски-Каринян/Соасон (на италиански: Eugenio Maurizio di Savoia, на френски: Eugène-Maurice de Savoie dit de Savoie-Carignan; 2 март 1633, Шамбери, Кралство Франция – 6 юни 1673, Уна) е граф на Соасон и родоначалник на Савоя-Соасон – кадетски клон на клона Савоя-Каринян на Савойската династия.
Талантлив военен командир на служба при френския крал Луи XIV, той е баща на известния фелдмаршал принц Евгений. Той също така е съпруг на Олимпия Манчини, племенница на могъщия кардинал Мазарини, министър-председател и настойник на младия френски крал.

## Произход
Той е най-малкото дете на Томас Франциск Савойски (1596 – 1656), принц на Каринян, и на съпругата му Мария дьо Бурбон-Соасон (1606 – 1692), от която наследява титлата „граф на Соасон“. От страна на баща си е племенник на херцог Карл Емануил I Савойски и на испанския крал Филип II, докато чрез семейството на майка си е свързан с Бурбон-Конде.
Неговата по-голяма сестра Луиз Кристина (1627-1669) се омъжва за престолонаследника на Баден-Баден Фердинанд Максимилиан през 1653 г. и е майка на също толкова известния Туркенлуис, маркграф Лудвиг Вилхелм фон Баден-Баден – племенник, с когото Евгений Маврикий винаги е много близък и на когото предава страстта си към военното дело. Неговият по-голям брат Емануил Филиберт, глухоням, наследява титлата на принц на Каринян след смъртта на баща си, продължавайки линията Савоя-Каринян, от която произхождат и бъдещите крале на Италия.

## Биография

### Ранни години
През първите години от живота си Евгений Маврикий живее в двора на Торино, където е подготвян за църковна кариера. Този план обаче е изоставен през 1656 г. след смъртта на втория му най-голям брат Йосиф Емануил. След смъртта на баща си през 1656 г. той получава титлата „граф на Соасон“ от майка си (която е придобита от баща му чрез брак) и се премества с нея във Франция, в двора на Версай. Като наследство на майка си Евгений Маврикий получава и двореца Отел дьо Соасон, построен по това време от Катерина де Медичи в Париж, сегашната сграда на Парижката фондова борса. От своя братовчед, херцога на Савоя, той получава разрешение да основе Савоя-Соасон ̟ кадетски клон на дом Савоя-Каринян.  .

### Военна кариера
Поради висшето си родословие и отличителната си позиция на принц с пиемонтска кръв, както и връзките си с Бурбоните, Евгений Маврикий решава да предприеме военна кариера във френската армия и благодарение на позицията си в двора се радва на бърза кариера. Въпреки това той не изглежда особено запознат с това изкуство. Особено през първата част от военната си кариера той е силно облагодетелстван от кардинал Мазарини, за чиято племенница Олимпия Манчини се жени в Париж на 21 февруари 1657 г.
Съюзът между Евгений Маврикий и Олимпия Манчини още повече засилва уважението му към френския двор: през 1658 г. той придружава херцогското семейство на Савоя на среща с краля на Франция в Лион. Благодарение на влиятелния чичо на съпругата си, кардинал Мазарини, Олимпия получава назначението за придворна дама при кралица Мария Терезия през 1660 г. Дори след смъртта на Мазарини през март 1661 г. обаче Евгений Маврикий и съпругата му не губят благоволението на краля. Олимпия се привърза още повече към съпруга си, тъй като във всички интриги, в които е замесена в двора, съпругът й винаги я защитава, което неизбежно води до влошаване на отношенията му с Луи XIV. Когато Олимпия най-накрая влиза в конфликт с мадам дьо Навай, Евгений Маврикий предизвика херцога на Навай на дуел и поради тази причина кралят е принуден да го изгони за кратко от двора.

Много по-дълго изгнание (април 1665 – есента на 1666) идва, след като Олимпиа се намесва в аферата на Луиз дьо Ла Валиер, тогавашна любовница на краля. Евгений Маврикий получава заповедта да се оттегли със съпругата си в Шампан, за да изпълни дълга си като губернатор на провинцията.
Първите сблъсъци, в които има възможност да излезе на бойното поле, са по време на Френско-испанската война (1635-1659), след Вестфалския мир. През юли 1657 г. участва в обсадата на Монмеди. На 18 ноември 1657 г. е назначен за генерал-полковник от наемните войски на Швейцария и Гризон в служба на Франция. Участва в обсадата на Дюнкерк (1658 г.), превземането на Дуе и Ауденарде (1667 г.) и в кампанията на Франш-Конте срещу Испания. Става губернатор на Бурбонез и на провинциите Шампан и Бри и извънреден посланик на Франция в Лондон през 1662 г. по случай коронацията на Чарлз II. Отличава се във френската армия, достигайки до чин „генерал-лейтенант“ (1672 г.). От 1672 до 1678 г. участва във войната срещу Съединените провинции заедно с маршала на Турен в Шарлероа. Турен, с когото вече е служил по време на френско-испанската война, го смята за един от най-способните офицери във френската армия.
През 1662 г. получава като феод градчето Ивой, наскоро завладяно от френската армия (бивша част от Люксембург и следователно от Испанска Нидерландия), издигнато до херцогство и преименувано на Каринян в чест на основната титла на баща си.

### Внезапна смърт
Докато е на военна кампания близо до град Уна във Вестфалия, 40-годишният Евгений Маврикий е покосен от внезапна треска през юни 1673 г., но има и слухове, че е бил отровен. Като чува тези слухове, Луи XIV нарежда да се направи аутопсия на тялото на графа, но лекарите не намират следи от отрова. През 1679 г., като част от Аферата с отровите, теорията за отравянето се появява отново, но този път е обвинена съпругата му Олимпия, която е заподозряна, че го е отровила поради влошаването на отношенията им, поради които обвинения графинята е принудена да отиде в изгнание.
На 23 юли 1673 г. тялото му, след множество поклонения, най-накрая е погребано в мавзолея на графовете на Соасон, Шартрьоз д'Обевой близо до Гайон, докато сърцето му е поставено по молба на майка му в Манастира на кармелитите в Париж.
След внезапната му смърт и изгнанието на съпругата му, децата му са поверени на грижите на Мари дьо Бурбон-Конде, с която успяват да останат в Париж. След смъртта му е наследен от сина си Лудвиг Томас.

## Брак и потомство
∞ 24 февруари 1657 за Олимпия Манчини (* 11 юли 1638, Рим, Папска държава; † 9 октомври 1708, Брюксел, Испанска Нидерландия), чрез брак графиня на Соасон, от която има пет сина и три дъщери:
- Лудвиг Томас (* 15 декември 1657, Париж; † 24 август 1702, Ландау), граф на Соасон; ∞ за Урания дьо ла Крот дьо Бове (* 1655, † 1717), от която има седем деца
- Филип Савойски-Соасон (* 3 септември 1659, † 2 ноември 1683), абат, известен като „Абатът на Соасон“.
- Лудвиг Юлий Савойски, нар. „Савойски рицар“ (* 2 май 1660, †  13 юли 1683 в битката при Петронел срещу турците)
- Емануил Филиберт (* 20 август 1662, † 19 август 1676), херцог на Дрьо
- Принц Франц Евгений (* 18 октомври 1663, Париж; † 21 април 1736, Виена), известен генерал, участва активно в Австро-турската война (1667 – 1700) г., Войната за Испанското наследство (1701 – 1714) г. и в Австро-турската война (1716 – 1718)
- Принцеса Мария Жана (* 11 април 1665, † 3 ноември 1705), мадмоазел дьо Соасон, неомъжена
- Принцеса Луиза Филиберта (* 26 септември 1667, † 21 декември 1726) мадмоазел дьо Каринян, неомъжена
- Принцеса Франциска (* 21 септември 1668, † 4 октомври 1671), мадмоазел дьо Дрьо

- Децата на Евгений Маврикий
- Лудвиг Томас, граф на Соасон
- принц Евгений
- Мария Жана, мадмоазел дьо Соасон